# Casa Domingo
La Casa Domingo, també coneguda com la Casa Carreras-Artau, és un casal del municipi de Centelles (Osona) inclòs a l'Inventari del Patrimoni Arquitectònic Català. És un clar exemple del primer Renaixement, si bé conserva característiques gòtiques a l'exterior però amb un ritme encara lent. El casal és fruit de nombroses intervencions i unificacions de diversos edificis antics.

## Descripció
Es tracta d'un casal de planta quasi quadrada, amb una gran quantitat d'obertures i elements. S'hi poden distingir dues façanes, que tenen u n tractament diferent.
La façana que dona a la plaça Major, limitada per dues torretes, té dos portals d'idèntiques proporcions i amb motius treballats també iguals. Al primer pis té dos balcons a banda i banda i quatre finestres aparellades discontínuament en el tractament, amb dos angelets les dues del mig i sense motius les altres dues.

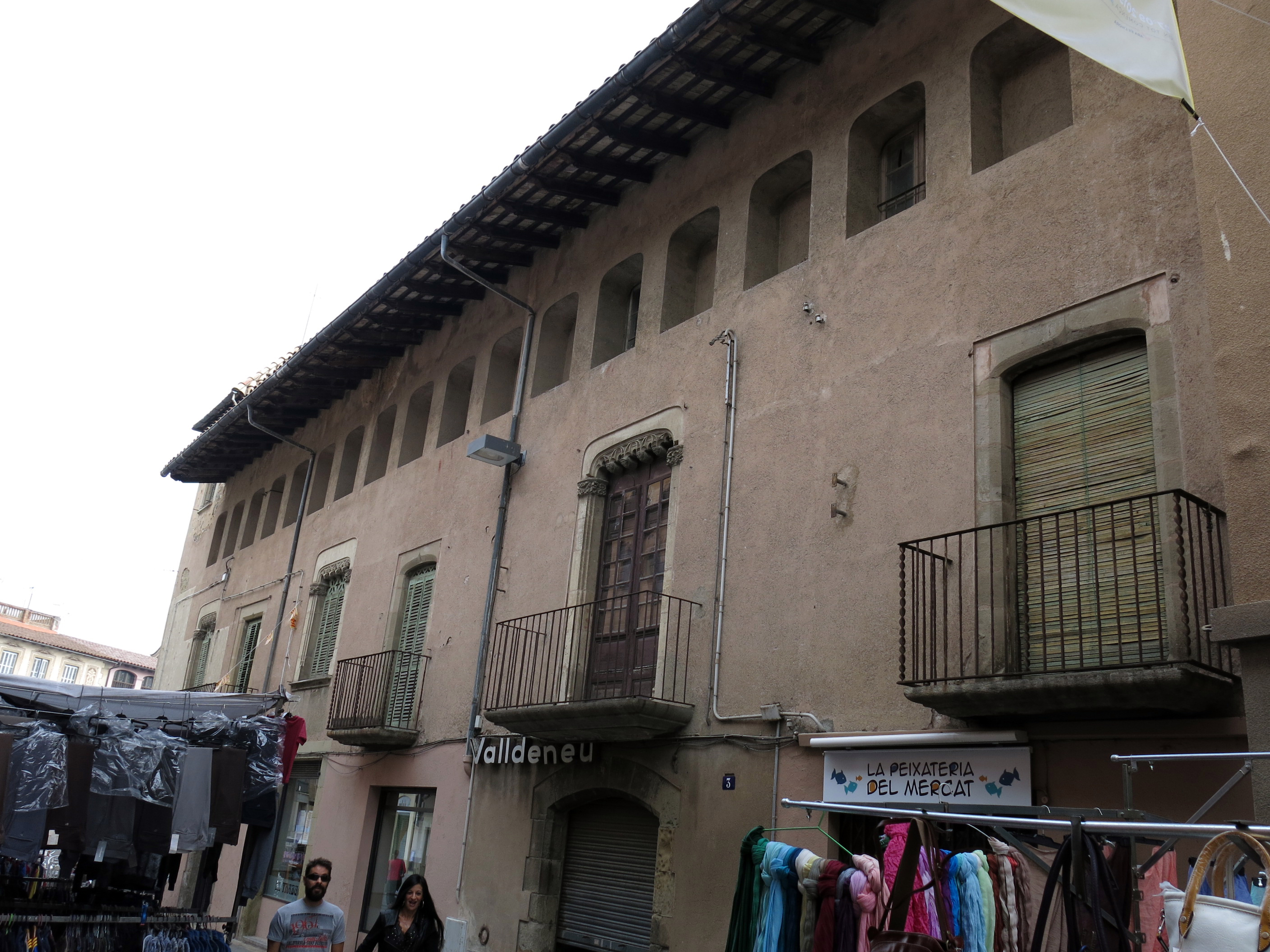
Façana que dona al carrer de la Mare de Déu dels Socors

A la façana del carrer de la Mare de Déu dels Socors –popularment «carrer Socós»– la disposició és més irregular però fent referència a l'anterior. La part superior, amb moltes obertures, és més moderna.

## Història
Aquesta edificació es pot situar al segle xvi i sembla que la seva funció era de residència d'algun noble de la vila.
L'edifici actual tingué unes reformes al segle xx, si bé se'n va respectar la tipologia. La casa Domingo és un clar exemple del primer Renaixement que conserva encara característiques gòtiques a l'exterior.
La casa fou totalment refeta, aprofitant elements de l'antiga casa de Serafí de Centelles del segle xvi i d'altres elements de la mateixa època.